# Parti du Sud

Le Parti du Sud (en italien, « Partito del Sud - Alleanza Meridionale ») est un parti politique italien régionaliste. 
Beniamino Donnici, un député européen, élu avec l'Italie des valeurs qu'il a quittée depuis, s'en est un temps revendiqué avant d'adhérer à Moi le Sud. Ce parti n'a obtenu que 3 736 voix lors des élections générales d'avril 2008 (présenté uniquement au Sénat italien, soit 0,011 %). Le siège du parti se trouve à Gaète. Il s'inspire à Guido Dorso.
Le 25 septembre 2010 durant son congrès national à Naples est choisi le nouveau secrétaire politique, Beppe De Santis, un ancien syndicaliste.